# Kaempferia chayanii
Kaempferia chayanii là một loài thực vật có hoa trong họ Gừng. Loài này được Supachai Koonterm mô tả khoa học đầu tiên năm 2008.

## Mẫu định danh
Mẫu định danh: Picheansoonthon C. & Koonterm S. 021; thu thập ngày 10 tháng 6 năm 2007, tọa độ 15°22′0″B 105°45′0″Đ / 15,36667°B 105,75°Đ, Ban Khampeng, huyện Sanasomboon, tỉnh Champasak, Lào. Mẫu holotype lưu giữ tại Cục Vườn quốc gia, Bảo tồn Động vật hoang dã và Thực vật ở Chatuchak, Băng Cốc (BKF), các isotype lưu giữ tại Văn phòng Bảo tồn các chủng thực vật ở Băng Cốc (BK) và Vườn Thực vật Singapore (SING).

## Phân bố
Loài này là bản địa Lào (tỉnh Champasak), Thái Lan (tỉnh Sukhothai, Tak).